# El Reino de Dios
El Reino de Dios es una obra de teatro en tres actos estrenada en 1916, aunque firmada por Gregorio Martínez Sierra, la autoría es de su esposa María Lejárraga.

## Argumento
La obra, en cada uno de sus actos, refleja la vida de Sor Gracia, religiosa de las Hermanas de la caridad, sucesivamente en un asilo de minusválidos durante su juventud, en una casa de maternidad en su madurez y en un hospicio en la vejez.

## Representaciones destacadas
- Teatro Novedades, Barcelona, 1 de enero de 1916. Estreno.
  - Intérpretes: Catalina Bárcena (Sor Gracia), Enrique Borrás, Sr. Paris, Sta. Martos, Pilar Pérez, Rafaela Satorrés, Josefa Morer.

- Teatro Eslava, Madrid, septiembre de 1916[3]
  - Intérpretes: Catalina Bárcena (Sor Gracia), Irene Alba, Josefa Morer, Ana Quijada, Pedro Codina, Manuel Collado.

- Abbey Theatre, Dublín, 1924,[4] (inglés:The Kingdom of God)
  - Intérpretes: Eileen Crowe (Sister Gracia), Sara Allgood (Margarita)

- Strand Theatre, Londres, 1927 (The Kingdom of God).[5]
  - Intérpretes: Gillian Scaife (Sister Gracia), Kathleen O´Regan (Margarita)

- Ethel Barrymore Theatre, Nueva York, 1929 (The Kingdom of God).
  - Intérpretes: Ethel Barrymore, Georgia Harvey, Harry Plimmer.